# مدونة قواعد سلوك وسائل الإعلام
تم وضع مدونة قواعد سلوك وسائل الإعلام بناء على اقتراح تقدمت به لجنة هاتشن عام 1947. فقد اقترحوا أن الصحف ومذيعي الإذاعة والصحفيين بدؤوا في تحمل المزيد من المسؤولية تجاه الصحافة ومن ثم يعتقد أنهم ينبغي أن يخضعوا للمساءلة.

## الإرشادات الأصلية
ترتكز الإرشادات على فكرتين مهمتين. فيدور الإرشاد الأول حول «أن كائنًا كان يتمتع بمساحة خاصة من الحرية، مثل الصحفي المحترف، يتحمل التزامًا أمام المجتمع ليستخدم تلك الحرية والسلطة استخدامًا معقولاً.» (ستراوبهار، لاروز ودافينبورت صفحة 477) ويفيد هذا الإرشاد بحيث يمكن محاسبة الأشخاص في السلطة حالما كانت أفعالهم غير احترافية. فالأشخاص الذين يهتمون اهتمامًا كبيرًا بوسائل الإعلام ينبغي أن يسيئوا استخدام تلك السلطة. ويدور الإرشاد الثاني حول «أن صالح المجتمع هو الأولوية الأسمى، فهو أهم من وظائف الفرد أو حتى حقوقه.» (ستراوبهار ولاروز ودافينبورت، صفحة 477) فنؤكد مرة أخرى، أن وضع الناس أمام مسؤولية أفعالية وإقرار أن المجتمع أهم نظرًا لعظم عدد الذين قد يتأثرون بالسلوك السيء.
أضافت لجنة هاتشن خمسة إرشادات إضافية خاصة بالصحافة.
1. «تقديم آراء مفيدة ودقيقة بعيدًا عن الآراء». (ستراوبهار ولاروز ودافينبورت صفحة 477)
2. «تمثل الصحافة منتدى لتبادل التعليقات والانتقادات ولتوسعة نطاق الوصول إلى وجهات النظر المختلفة.» (ستراوبهار ولاروز ودافينبورت صفحة 477)
3. «تقديم» صورة تمثيلية للمجموعات المكونة للمجتمع«بتجنب التنميط بإضافة مجموعات الأقلية». (ستراوبهار ولاروز ودافينبورت صفحة 477)
4. «توضيح أهداف وقيم المجتمع؛ كان التضمين وسيلة محببة لتجنب الانقياد نحو أقل قاسم مشترك.» (ستراوبهار ولاروز ودافينبورت صفحة 477)
5. «تقدم تغطية شاملة لما يتم كشفه عن المجتمع». (ستراوبهار ولاروز ودافينبورت صفحة 477)

جميع هذه الإرشادات مهمة نظرًا للحاجة إلى الصحافة للحفاظ على وجهة النظر المحايدة وتقدم الحقائق الأساسية والسماح للقراء بتكوين آرائهم الخاصة بناءً على الأخبار التي تقدمها الصحافة.
كانت هذه الإرشادات مصدر إلهام جمعية الصحفيين المحترفين التي تعد الآن النسخة الحالية لأخلاقيات وسائل الإعلام التي تم تبنيها عام 1996.

## جمعية الصحفيين المحترفين: مدونة قواعد السلوك
وضعت جمعية الصحفيين المحترفين مدونة قواعد السلوك المطبقة اليوم. فالجوهر الأساسي لهذه المدونة هي «البحث عن الحقيقة وذكرها!» (ستراوبهار ولاروز ودافينبورت صفحة 478) وتنص المدونة أيضًا على أن:
«ينبغي أن يتصف الصحفيون بالنزاهة والعدالة والشجاعة في تجميع المعلومات وتقريرها وتفسيرها. ينبغي أن يقوم الصحفيون بما يلي:»
- «اختبار دقة المعلومات من جميع المصادر وبذل العناية لتجنب الأخطاء غير المقصودة. ولا يسمح أبدًا باللجوء إلى التشويه المتعمد.» (ستراوبهار ولاروز ودافينبورت صفحة 478)
- «السعي بجد وراء الأشخاص موضوع القصص الجديدة لمنحهم فرصة الرد على ادعاءات ارتكابهم أخطاءً.» (ستراوبهار ولاروز ودافينبورت صفحة 478)
- «تعريف المصادر وقتما أمكن. فمن حق الجمهور التعرف على أكبر قدر ممكن من المعلومات حسب موثوقية مصادرها.» (ستراوبهار ولاروز ودافينبورت صفحة 478)
- «السؤال دائمًا عن دوافع المصادر قبل وعدها بإخفاء هويتها. وتوضيح الظروف المرتبطة بأي وعد قدمه الصحفي مقابل الحصول على معلومات. وعلى الصحفي أن يفي بوعوده». (ستراوبهار ولاروز ودافينبورت صفحة 478)
- «الحرص على الالتزام بالمواعيد النهائية وتفاصيل الأخبار والحرص على عدم الخطأ في تقديم المادة الدعائية والصور ومقاطع الفيديو والتسجيلات الصوتية والرسومات ومقاطع التسجيلات الصوتية والاقتباسات. فينبغي ألا يبالغ الصحفيون في تبسيط الأحداث أو يلقوا الضوء عليها خارج سياقها.» (ستراوبهار ولاروز ودافينبورت صفحة 478)
- الامتناع مطلقًا عن تشويه محتوى صور أو فيديو الأخبار. ويسمح دومًا بتحسين الصورة من أجل الوضوح التقني. والقيام بتسمية عمليات المونتاج وتوضيحات الصورة." (ستراوبهار ولاروز ودافينبورت صفحة 478)
- «تجنب إعادة تمثيل أحداث الأخبار أو تقديمها بصورة فنية. وإذا لزم اللجوء إلى إعادة التمثيل لرواية قصة، يجب التنويه عن ذلك.» (ستراوبهار ولاروز ودافينبورت صفحة 478)
- «تجنب الأساليب الخفية أو غيرها من الأساليب السرية في تجميع المعلومات ما لم تكن الأساليب التقليدية الواضحة غير قادرة على الوصول للمعلومات الحيوية بالنسبة للعامة. وينبغي توضيح أنه تم استخدام تلك الأساليب كجزء من القصة.» (ستراوبهار ولاروز ودافينبورت صفحة 478)
- «عدم الانتحال مطلقًا». (ستراوبهار ولاروز ودافينبورت صفحة 478)
- «رواية قصة تنوع وعظم التجربة الإنسانية بصراحة، حتى لو لم يكن فعل ذلك شائعًا.» (ستراوبهار ولاروز ودافينبورت صفحة 478)
- «التحقق من قيمهم الثقافية الخاصة وتجنب فرض تلك القيم على الآخرين.» (ستراوبهار ولاروز ودافينبورت صفحة 478)
- «تجنب وضع قوالب حسب العرق أو النوع أو العمر أو الدين أو الأصل العرقي أو المنطقة الجغرافية أو التوجه الجنسي أو الإعاقة أو الشكل الخارجي أو المكانة الاجتماعية.» (ستراوبهار ولاروز ودافينبورت صفحة 478)
- «دعم التبادل الصريح للآراء حتى لو رأو أنها أفكار متعفنة.» (ستراوبهار ولاروز ودافينبورت صفحة 478)
- «منح فرصة التعبير لمن لا صوت لهم؛ ويمكن اعتبار المصادر الرسمية وغير الرسمية صالحة على حد السواء.» (ستراوبهار ولاروز ودافينبورت صفحة 478)
- «التمييز بين المناصر وتقرير الأخبار. وينبغي تمييز التحليلات والتعليقات مع عدم تقديمها على أنها حقائق أو من بين المحتوى». (ستراوبهار ولاروز ودافينبورت صفحة 478)
- «التفرقة بين الأخبار والإعلان، وتجنب المحتوى المختلط الذي يخفي الخطوط الفاصلة بينهما.» (ستراوبهار ولاروز ودافينبورت صفحة 478)
- «الاقرار والالتزام الخاص لضمان القيام بأعمال العامة بطريقة صريحة وأن السجلات الحكومية متوفرة لفحصها.» (ستراوبهار ولاروز ودافينبورت صفحة 478)

 الحد من الأضرار
«يعامل الصحفيون ذوي الأخلاق المصادر والحالات والزملاء كبشر يستحقون الاحترام. فينبغي أن يقوم الصحفيون بما يلي» (ستراوبهار ولاروز ودافينبورت صفحة 478)
- «إظهار العاطفة تجاه من يحتمل تأثرهم تأثرًا عكسيًا بالتغطية الإخبارية. التزام حساسية خاصة عند التعامل مع الأطفال والمصادر أو الحالات غير ذات الخبرة.» (ستراوبهار ولاروز ودافينبورت صفحة 478)
- «التزام الحساسية عند السعي لعقد لقاءات أو التقاط صور لمن تعرضوا لمآساة أو ارتكبوا ذنبًا، أو عند استخدام تلك اللقاءات أو الصور.» (ستراوبهار ولاروز ودافينبورت صفحة 478)
- «إدراك أن تجميع المعلومات وتقريرها قد يسبب الضرر أو عدم الراحة. فتتبع الأخبار ليس رخصة للكبر.» (ستراوبهار ولاروز ودافينبورت صفحة 478)
- «إقرار أن الأشخاص الخاصين لديهم حق أعظم للسيطرة على المعلومات المتعلقة بهم أكثر من المسؤولين العموميين أو غيرهم ممن يسعون للحصول على منصب سلطوي أو نفوذ أو اهتمام. ففقط الحاجة الشعبية الملحة هي التي تبرر التدخل في خصوصية شخص ما.» (ستراوبهار ولاروز ودافينبورت صفحة 478)
- «إظهار الذوق الجيد وتجنب الأفعال السيئة لإثارة الفضول.» (ستراوبهار ولاروز ودافينبورت صفحة 478)
- «التزام الحيطة عند تعريف المشتبه بهم أو الضحايا من القاصرين في الجرائم الجنسية.» (ستراوبهار ولاروز ودافينبورت صفحة 478)
- «التزام الحصافة عند تسمية مشتبه بهم جنائيين قبل إدراج بيان الاتهام الرسمي.» (ستراوبهار ولاروز ودافينبورت صفحة 478)
- «الموازنة بين حقوق المشتبه به الجنائي في المحاكمة مع حق العامة في الاطلاع على الأمور.» (ستراوبهار ولاروز ودافينبورت صفحة 478)

العمل باستقلالية 
"ينبغي أن يكون الصحفيون أحرارًا من أي التزام تجاه أية مصلحة بخلاف حق العامة في المعرفة. فينبغي أن يقوم الصحفيون بما يلي" "(ستراوبهار ولاروز ودافينبورت صفحة 478)
- «تجنب تعارض المصالح الحقيقي أو الملحوظ». (ستراوبهار ولاروز ودافينبورت صفحة 478)
- الحفاظ على الابتعاد عن الجمعيات أو الأنشطة التي قد تقود نزاهتهم أو تشكك في موثوقيتهم." (ستراوبهار ولاروز ودافينبورت صفحة 478)
- «رفض الهدايا أو العطايا أو الأجور أو الرحلات المجانية والدعوات الخاصة وتجنب الوظائف الثانوية والاشتراك في العمل السياسي والوظائف العامة والخدمة في منظمات المجتمع إذا كان ذلك سيقوض النزاهة الصحفية.» (ستراوبهار ولاروز ودافينبورت صفحة 478)
- «الكشف عن الصراعات الحتمية». (ستراوبهار ولاروز ودافينبورت صفحة 479)
- «التزام الحذر والتحلي بالشجاعة عند إثبات مسؤولية أصحاب النفوذ.» (ستراوبهار ولاروز ودافينبورت صفحة 479)
- «إنكار المعاملة المميزة من جانب المعلنين والمصالح الخاصة ومقاومة ضغوطها عند تغطية الأخبار.» (ستراوبهار ولاروز ودافينبورت صفحة 479)
- «التزام الحيطة من المصادر التي تعرض تقديم المعلومات مقابل الحصول على مصالح أو أموال؛ وتجنب تقديم الرشاوى مقابل الحصول على الأخبار.» (ستراوبهار ولاروز ودافينبورت صفحة 479)

 تحمل المسؤولية 
«يتحمل الصحفيون المسؤولية أمام القراء والمستمعين والمشاهدين وأمام بعضهم البعض. فينبغي أن يقوم الصحفيون بما يلي:» (ستراوبهار ولاروز ودافينبورت صفحة 479)
- «توضيح وتفسير التغطية الإخبارية ودعوة العامة للحوار حول السلوك الصحفي.» (ستراوبهار ولاروز ودافينبورت صفحة 479)
- «تشجيع العامة على التعبير عن تضررهم من وسائل الإعلام الإخبارية.» (ستراوبهار ولاروز ودافينبورت صفحة 479)
- «الاعتراف بالأخطاء وتصحيحها على الفور». (ستراوبهار ولاروز ودافينبورت صفحة 479)
- «فضح الممارسات غير الأخلاقية من جانب الصحفيين ووسائل الإعلام الإخبارية.» (ستراوبهار ولاروز ودافينبورت صفحة 479)
- «التزام المعايير الراقية نفسها التي يلزمون الآخرين بها.» (ستراوبهار ولاروز ودافينبورت صفحة 479)

تهدف جميع هذه الإرشادات إلى تحقيق صالح المجتمع وتنظيم العمل في وسائل الإعلام.